# سارینا فرهادی
سارینا فرهادی (زاده ۷ اردیبهشت ۱۳۷۷ در اصفهان) بازیگر اهل ایران است. او در فیلم‌های پدر و مادرش، اصغر فرهادی و پریسا بخت‌آور، به ایفای نقش پرداخته و شناخته شده‌است.

## زندگی
وی دختر اصغر فرهادی و پریسا بخت‌آور است. او در فیلم جدایی نادر از سیمین در نقش ترمه ظاهر شد. وی تا به حال به جز پدر و مادرش با کارگردان دیگری کار نکرده است.

## جوایز
- برنده خرس نقره‌ای برای بهترین بازیگر زن به‌طور مشترک با لیلا حاتمی و ساره بیات از جشنواره برلین ۲۰۱۱ برای جدایی نادر از سیمین شد.
- برنده جایزه بهترین بازیگر زن FIPRESCI به‌طور مشترک با لیلا حاتمی و ساره بیات در جشنواره بین‌المللی فیلم پام اسپرینگز برای جدایی نادر از سیمین شد.
- کاندیدای بهترین بازیگر نقش مکمل زن از بیست و نهمین جشنواره فیلم فجر برای فیلم جدایی نادر از سیمین.

## فیلم‌شناسی

### تلویزیونی
| سال ساخت | نام مجموعه   | نقش        | کارگردان     | توضیحات  |
| -------- | ------------ | ---------- | ------------ | -------- |
| ۱۳۸۲     | پشت کنکوری‌ها | دختر رامین | پریسا بخت‌آور | شبکه پنج |

### سینمایی
| سال ساخت | نام فیلم            | نقش                | کارگردان     |
| -------- | ------------------- | ------------------ | ------------ |
| ۱۴۰۰     | قهرمان              | نازنین             | اصغر فرهادی  |
| ۱۳۸۹     | جدایی نادر از سیمین | ترمه               | اصغر فرهادی  |
| ۱۳۸۶     | دایره‌زنگی           | دختر خانواده رزاقی | پریسا بخت‌آور |